# Echo (Luisiana)
Echo es un lugar designado por el censo ubicado en el parroquia de Rapides en el estado estadounidense de Luisiana. En el censo de 2020 tenía una población de 352 habitantes y una densidad poblacional de 78,05 habitantes por km². Fue incluido como CDP en el censo de 2020. 

## Geografía
Echo se encuentra ubicado en las coordenadas 31°06′44″N 92°14′50″O / 31.11222, -92.24722. Según la Oficina del Censo de los Estados Unidos,  tiene una superficie total de 4,51 km², todos correspondientes a tierra firme.